# Cacyreus
Genre
Cacyreus  est un genre principalement afrotropical de lépidoptères (papillons) de la famille des Lycaenidae et de la sous-famille des Polyommatinae.

## Taxonomie
Ce genre a d'abord été décrit en 1819 par l'entomologiste allemand Jakob Hübner sous le nom d'Hyreus,  l'espèce type étant Papilio lingeus Stoll, [1782].
Le nom Hyreus s'avérant préoccupé par Hyreus Stephens, 1816, le zoologiste britannique Arthur Gardiner Butler a introduit en 1898 un nomen novum : Cacyreus,.

## Distribution géographique
Les espèces du genre Cacyreus sont présentes en Afrique, dans les îles de l'Ouest de l'océan Indien et en Arabie, et Cacyreus marshalli est aussi invasive en Europe.

## Liste des espèces
Le genre comporte neuf espèces :
- Cacyreus audeoudi Stempffer, 1936 — en Guinée, en Ouganda, au Kenya et en Tanzanie.
- Cacyreus darius (Mabille, 1877) — à Madagascar, aux Comores et aux Mascareignes.
- Cacyreus dicksoni Pennington, 1962 — en Afrique du Sud.
- Cacyreus ethiopicus Tite, 1961 — dans le Nord de l'Éthiopie.
- Cacyreus lingeus (Stoll, [1782]) — en Afrique subsaharienne.
- Cacyreus marshalli Butler, [1898] — le Brun des pélargoniums — originaire d'Afrique australe, mais aussi invasif dans le Sud de l'Europe et au Maghreb.
- Cacyreus niehburhi Larsen, 1982 — au Yémen.
- Cacyreus tespis (Herbst, 1804) — en Afrique australe, centrale et de l'Est.
- Cacyreus virilis Stempffer, 1936 — en Afrique australe et de l'Est et dans le Sud-Ouest de l'Arabie.

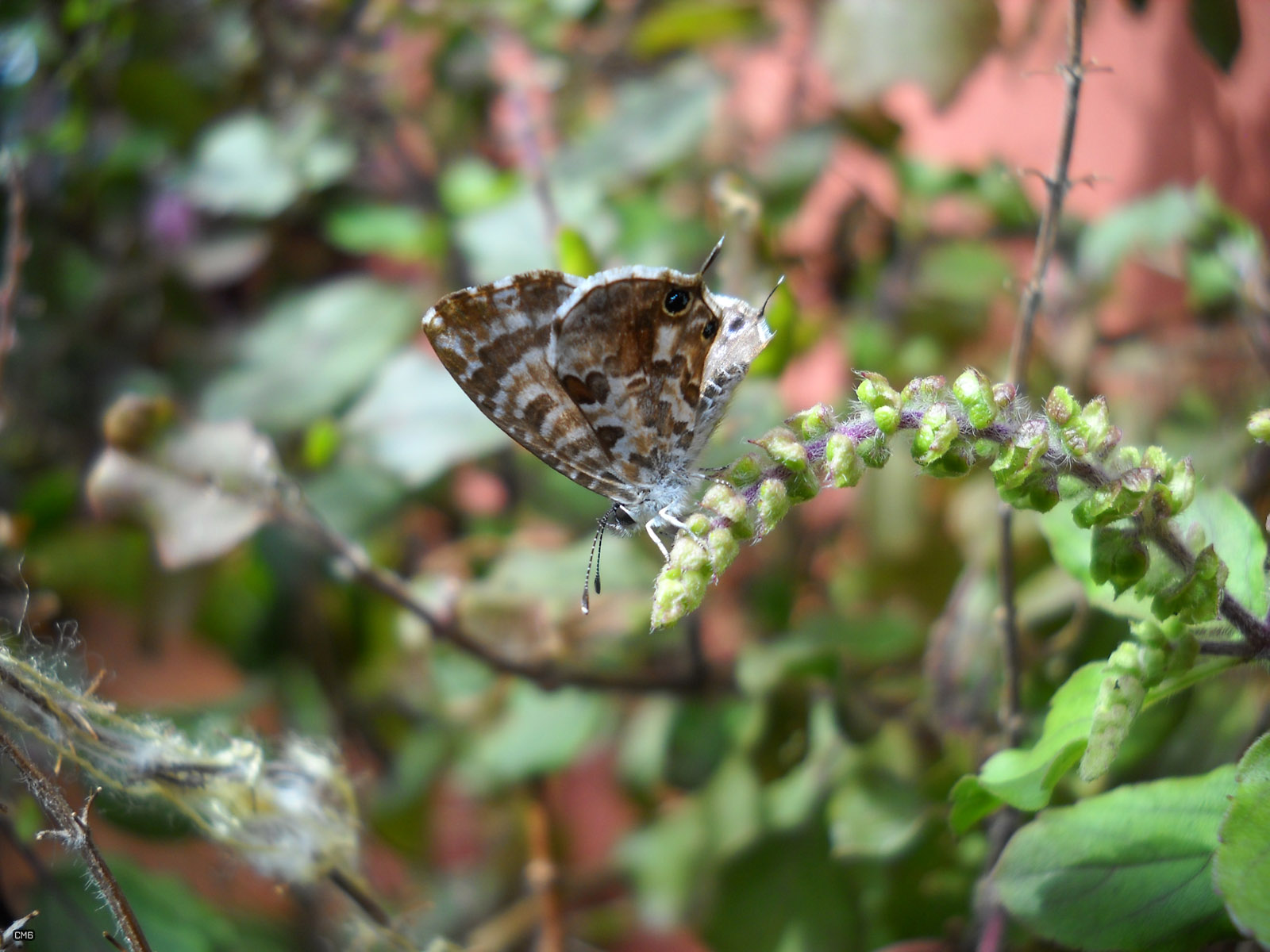
Cacyreus darius
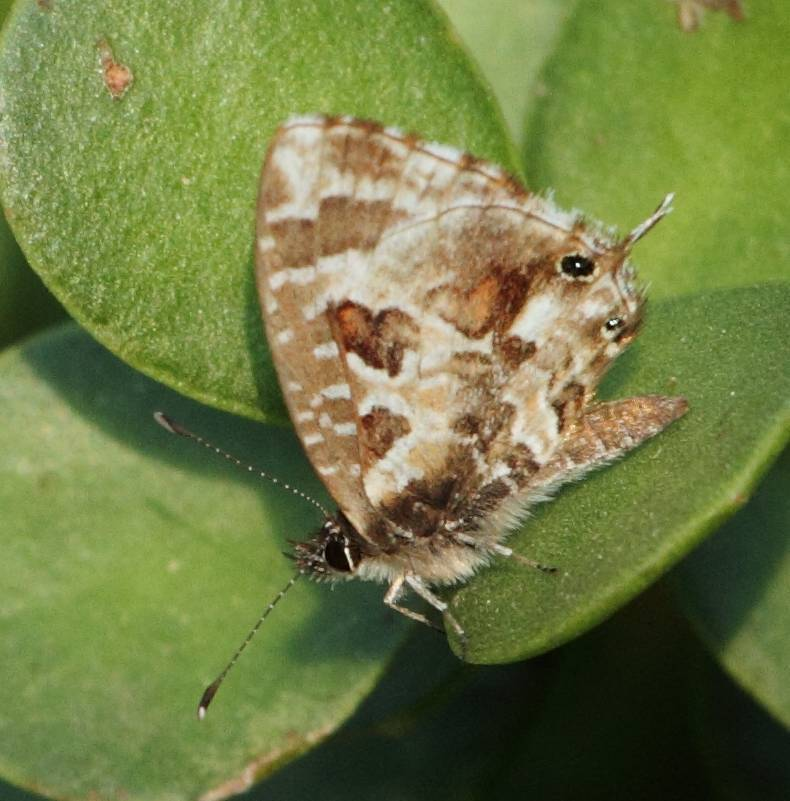
Cacyreus lingeus
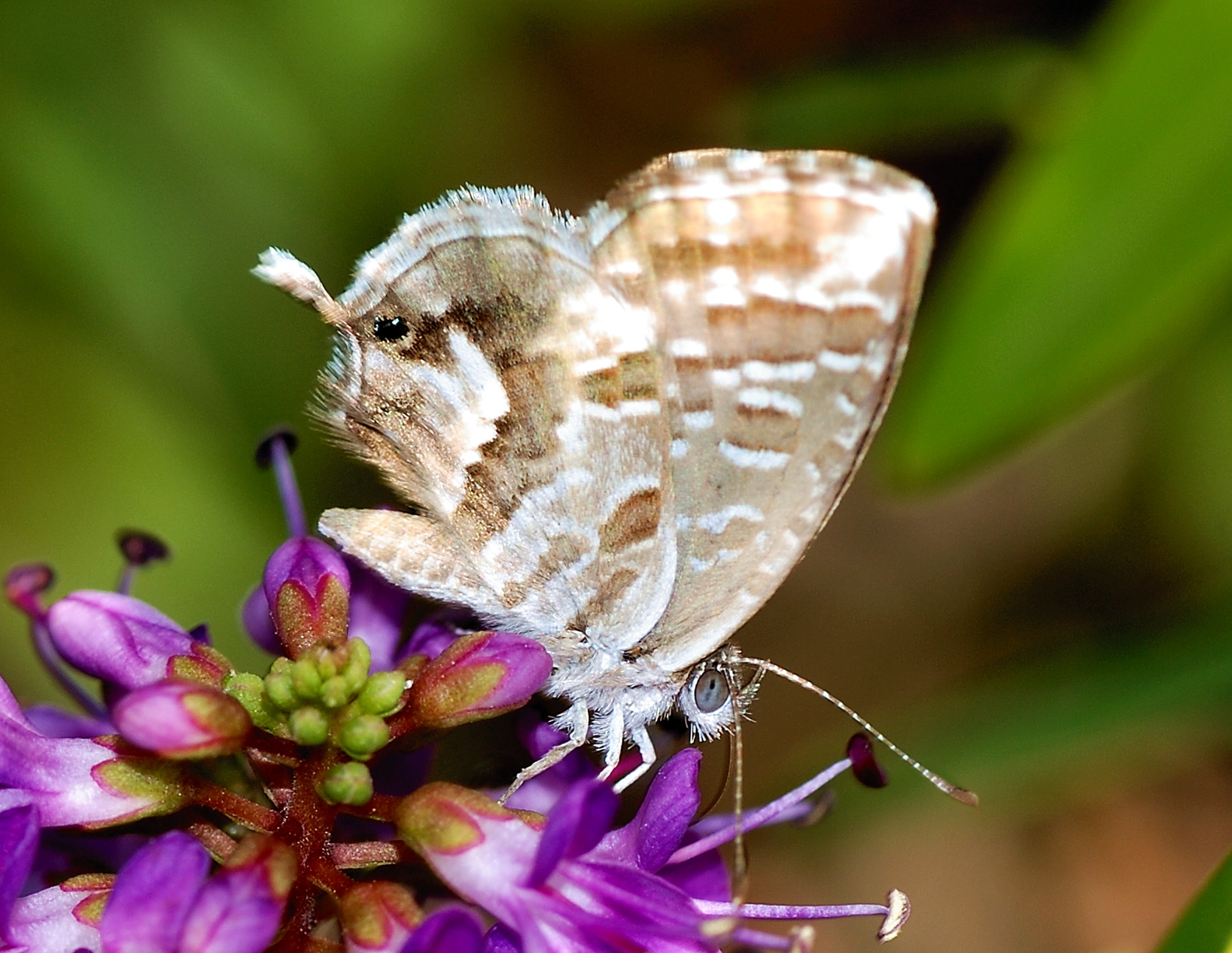
Cacyreus marshalli
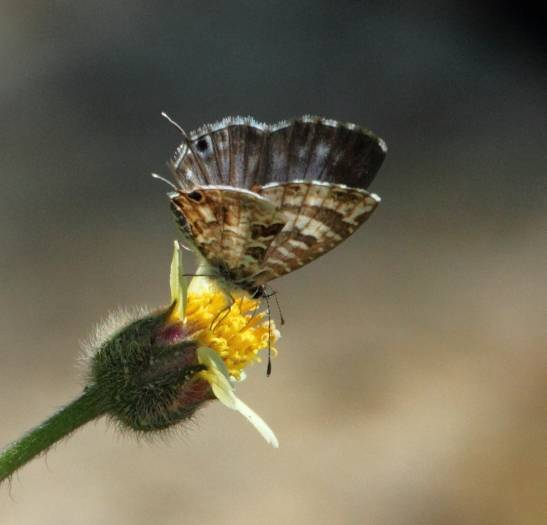
Cacyreus virilis